# القلعة الملكية (وارسو)
القلعة الملكية هي قلعة ملكية كان يستخدم في السابق كمقر رسمي لملوك بولندا. يقع القصر في مدينة وارسو القديمة. بدأ بناء القلعة في 1598 وتم الانتهاء منها في 1619.